# Anzor Uriszew
Anzor Suadinowicz Uriszew (ros. Анзор Суадинович Уришев;  ur. 23 stycznia 1987) – rosyjski zapaśnik startujący w kategorii do 84 kg w stylu wolnym, dwukrotny mistrz Europy. Z pochodzenia Kabardyjczyk.
Największym jego sukcesem jest złoty medal mistrzostw Europy w 2010 i w 2011 roku w kategorii do 84 kilogramów. Drugi w Pucharze Świata w 2014 i dziesiąty w 2009 roku.
Podczas igrzysk olimpijskich w Londynie odpadł w ćwierćfinale i został sklasyfikowany na ósmym miejscu w kategorii 84 kg.
Mistrz Rosji w 2012 i 2016, drugi w 2008, 2010 i 2013, a trzeci w 2011, 2014, 2015 i 2017 roku.